# شاهسون ترتیه
شاهسون ترتیه (به لاتین: Shakhsevan Tretye) یک منطقه مسکونی در جمهوری آذربایجان است که در شهرستان بیلقان واقع شده‌است.